# Максимилиан II Емануел (Бавария)
Максимилиан II Емануел (на немски: Maximilian II. Emanuel Ludwig Maria Joseph Kajetan Anton Nikolaus Franz Ignaz Felix, на късо: Max Emanuel; * 11 юли 1662, Мюнхен; † 26 февруари 1726, Мюнхен) от династията на Вителсбахите, е курфюрст на Бавария от 1679 до смъртта си през 1726 г., а също така и генерален щатхалтер (управител) на Испанска Нидерландия от 1692 до 1706 г. Турците го наричат Синия крал заради синия му мундир, който се виждал отдалече на бойното поле.

## Произход
Той е първият син на курфюрст Фердинанд Мария и на принцеса Хенриета Аделхайд Савойска (1636 – 1676), дъщеря на херцог Виктор Амадеу I от Савоя и съпругата му принцеса Христина Френска.
След неговото раждане майка му получава за подарък дворец Нимфенбург и се построява мюнхенската Театинска църква.

## Управление
След смъртта на баща му на 26 май 1679 г. той поема управлението на Курфюрство Бавария, първо до 1680 г. под надзора на неговия чичо Максимилиан Филип фон Лойхтенберг и модернизира баварската армия по пример на французите.

### На страната на императора
Максимилиан II се намесва активно в европейската политика. За разлика от баща си, той ясно се позиционира в хабсбургския лагер. На 26 януари 1683 г. подписва договор с император Леополд I за отбранителен съюз срещу турците. През юли същата година армията на Максимилиан II участва в защитата на обсадената Виена. През 1686 г. Максимилиан II участва в освобождаването на Буда, а през септември 1688 г. командва армията, превзела Белград и получава от турците прякора си „Синият крал“ (турски Mavi Kral) заради синята си униформа.
Произведен е от императора на генералисимус и рицар на „Ордена на златното руно“.
След оплячкосването на Пфалц от французите, Максимилиан II Емануел участва активно в битките срещу тях в Стенкерк, Нервинден и Намюр.
Неговият син Йозеф Фердинанд Леополд е определен от испанския крал Карлос II за негов универсален наследник, но той умира неочаквано през 1699 г. Когато Карлос II определя в последното си завещание за свой наследник Филип д'Анжу, внук на Луи XIV, през 1701 г. започва Войната за испанското наследство.

### Съюзник на Френския крал

#### Битка при Шелен и Бленхайм
Луи XIV привлича на своя страня курфюрста, обещавайки му Нидерландия. От 1702 година Максимилиан в съюз с Франция се бори с император Леополд в Южна Германия, превзема Улм и Регенсбург, прониква в Тирол, но след тежко поражение при Шеленберг (1704) и битка при Бленхайм на 13 август 1704 г., Максимилиан II е прогонен от Бавария в Нидерландия. Австрия се разпорежда с Бавария като с покорена страна и която след няколко поредни въстания страшно угнетява.

#### Битка при Рамили
През 1706 година Максимилиан, ръководейки френските войски е разбит и в Битка при Рамили от англо-нидерладските войски на Марлборо и губи Брабант. Едва след Рашатския мир 1714 година, Максимилиан II се връща като курфюрст обратно в Бавария, но не успява да изпълни желанието си да стане крал.

### Строежи и изкуство
След завръщането си Максимилиан II харчи над 8 млн. гулдена за различни архитектурни проекти до края на живота си през 1726 г.
Максимилиан II строи лятната резиденция Лустхайм в парка Шлайсхайм и разширява двореца Нимфенбург. Също така строи двореца Фюрстенрид. Той купува за 90 000 брабантски гулдена 101 картини, от които дванадесет са от Петер Паул Рубенс, които днес образуват основата на Старата пинакотека. За своята дворцова музика той получава инструменти между другото от френския дворцов снабдител Pierre Naust в Париж.

### Последни години
През 1722 г. той жени сина си Карл Албрехт за Мария-Амалия Хабсбург-Австрийска, дъщеря на император Йозеф I.
Курфюрст Максимилиан II умира през 1726 г. от удар и е погребан в княжеската гробница на Театинската църква, построена от баща му. Наследен е от сина си Карл I Албрехт, който от 1742 г. е като Карл VII, император на Свещената Римска империя.

## Семейство и деца
Първи брак: на 15 юли 1685 във Виена с ерцхерцогиня Мария Антония Австрийска († 1692), дъщеря на император Леополд I и неговата съпруга, инфанта Маргарита-Тереза Испанска. Те имат три деца:
- Леополд Фердинанд (* 22 май 1689, Мюнхен; † 25 май 1689, Мюнхен), курпринц на Бавария
- Антон (*/† 28 ноември 1690, Мюнхен), курпринц на Бавария
- Йозеф Фердинанд Леополд (1692 – 1699), курпринц на Бавария и княз на Астурия

След нейната смърт той се сгодява през март 1693 г. с принцеса Леополдине Елеоноре от Пфалц, дъщеря на курфюрст Филип Вилхелм от Пфалц, която умира три седмици по-късно.
Втори брак: на 2 януари 1695 във Везел с принцеса Тереза Кунегунда Собиеска от Полша († 1730), дъщеря на полския крал Ян III Собиески и неговата съпруга Мария Кажимера. Двамата имат десет деца:
- син без име (*/† 12 август 1695, Брюксел), принц на Бавария
- Мария Анна Каролине (1696 – 1750), принцеса, калугерка
- Карл Албрехт (1697 – 1745), император на Свещена Римска империя и 4-ти курфюрст на Бавария
- Филип Мориц Баварски (1698 – 1719), принц на Бавария, избран за княз-епископ на Падерборн и Мюнстер
- Фердинанд Мария Иноценц (1699 – 1738), принц на Бавария, императорски фелдмаршал
- Клеменс Аугуст (1700 – 1761), принц на Бавария, курфюрст и архиепископ на Кьолн, Велик магистър на Тевтонския орден
- Вилхелм (* 12 юли 1701; † 12 февруари 1704), принц на Бавария
- Алойс Йохан Адолф (* 21 юни 1702; † 18 юни 1705), принц на Бавария
- Йохан Теодор (1703 – 1763), принц на Бавария, кардинал, князепископ на Регенсбург, Фрайзинг и Лиеж
- Максимилиан Емануел Томас (* 21 декември 1704; † 18 февруари 1709), принц на Бавария

От неговата метреса Агнес Франсоаз Ле Лушие, графиня Арко (1660 – февруари 1717, Париж) той има един син:
- Емануел-Франсоа-Йозеф, Comte de Bavière, Marquis de Villacerf (1695 – 1747)

От друга метреса той има една дъщеря:
- Мария Йозефа фон Сионсперг (* 1723; † сл. 1729)

Той има още едно дете от друга метреса.